# Порт-Матильда (Пенсільванія)
Порт-Матильда (англ. Port Matilda) — місто (англ. borough) в США, в окрузі Сентр штату Пенсільванія. Населення — 578 осіб (2020).

## Географія
Порт-Матильда розташований за координатами 40°48′1″ пн. ш. 78°3′8″ зх. д. / 40.80028° пн. ш. 78.05222° зх. д. (40.800309, -78.052283).  За даними Бюро перепису населення США в 2010 році місто мало площу 1,46 км², уся площа — суходіл.

## Демографія
Згідно з переписом 2010 року, у селищі мешкало 606 осіб у 262 домогосподарствах у складі 165 родин. Густота населення становила 416 осіб/км².  Було 289 помешкань (198/км²).
Расовий склад населення:
| - 98,0 % — білих - 0,2 % — корінних американців - 0,2 % — чорних або афроамериканців - 0,2 % — азіатів |

До двох чи більше рас належало 0,8 %. Частка іспаномовних становила 1,2 % від усіх жителів.
За віковим діапазоном населення розподілялося таким чином: 19,5 % — особи молодші 18 років, 68,1 % — особи у віці 18—64 років, 12,4 % — особи у віці 65 років та старші. Медіана віку мешканця становила 39,9 року. На 100 осіб жіночої статі у селищі припадало 103,4 чоловіків;  на 100 жінок у віці від 18 років та старших — 101,7 чоловіків також старших 18 років.
Середній дохід на одне домашнє господарство  становив 56 329 доларів США (медіана — 56 786), а середній дохід на одну сім'ю — 63 977 доларів (медіана — 62 708). Медіана доходів становила 43 700 доларів для чоловіків та 32 303 долари для жінок. За межею бідності перебувало 9,0 % осіб, у тому числі 5,9 % дітей у віці до 18 років та 18,1 % осіб у віці 65 років та старших.
Цивільне працевлаштоване населення становило 437 осіб. Основні галузі зайнятості: освіта, охорона здоров'я та соціальна допомога — 23,8 %, роздрібна торгівля — 16,0 %, транспорт — 12,4 %.